# Villaroux
Villaroux – miejscowość i gmina we Francji, w regionie Owernia-Rodan-Alpy, w departamencie Sabaudia.
Według danych na rok 1990 gminę zamieszkiwały 132 osoby, a gęstość zaludnienia wynosiła 43 osób/km² (wśród 2880 gmin regionu Rodan-Alpy Villaroux plasuje się na 1489. miejscu pod względem liczby ludności, natomiast pod względem powierzchni na miejscu 1644.).